# Stigmella kasyi
Stigmella kasyi là một loài bướm đêm thuộc họ Nepticulidae. Nó là loài duy nhất được tìm thấy ở miền đông Afghanistan.
Sải cánh dài 7.5-8.6 mm.
Ấu trùng ăn Quercus baloot. Chúng ăn lá nơi chúng làm tổ.